# Цутиноко

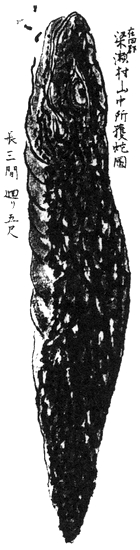

Цутиноко (яп. ツチノコ или 槌の子)  — легендарное змееподобное существо (криптид) из Японии. Название «цутиноко» распространено в Западной Японии, в том числе в регионах Кансай и Сикоку; существо известно также как «Бати Хэби» (バチヘビ) в Северо-Восточной Японии.
Цутиноко описываются как существа от 30 до 80 сантиметров в длину, похожие на змею, но с центральной частью туловища гораздо более широкой, чем его голова и хвост, и имеющие как клыки,  так и яд, подобный яду гадюки. Некоторые отчёты также описывают способность цутиноко прыгать на расстояние до метра.
Согласно легендам, некоторые цутиноко обладают способностью говорить и склонностью ко лжи, а также имеют пристрастие к алкоголю. Легенды сообщают и о том, что иногда они проглатывают свой собственный хвост, образуя подобие круга и катясь в таком состоянии (возможно, отсылка к символу уробороса). Сообщения о наблюдениях цутиноко в Японии известны с древних времён и продолжают поступать до сих пор.